# Bogdanóvskoie
Bogdanóvskoie (en rus: Богдановское) és un poble de l'óblast de Vladímir, a Rússia, segons el cens del 2010 tenia 62 habitants. Pertany al districte municipal de Iúriev-Polski.